# Gunilla Eldh
Gunilla Eldh, född 1955, är en svensk journalist och författare med inriktning på medicin och hälsa. Hon skriver bland annat för Dagens Nyheter.

## Publicerade verk
- Hjärnkoll på vikten tillsammans med Martin Ingvar    (Natur & Kultur, 2010)
- Hjärnkoll på maten tillsammans med Martin Ingvar    (Natur & Kultur, 2011)
- Hjärnkoll på värk och smärta tillsammans med Martin Ingvar   (Natur & Kultur, 2012)